# ダーク・ダーメン
ダーク・ダーメン（Dirk Danen、1989年4月21日 - ）は、ラグビー・ヨーロッパ・スーパーカップ、デルタに所属するラグビー選手。

## プロフィール
- オランダ出身[1]。
- ポジションはフランカー(FL)。
- 身長 185cm、体重 95kg
- オランダ代表キャップは28（2021年9月現在）[2]でオランダ代表の主将を務めている[3]。

## 略歴
2021年、デルタに加入。